# Kordylewskiwolken

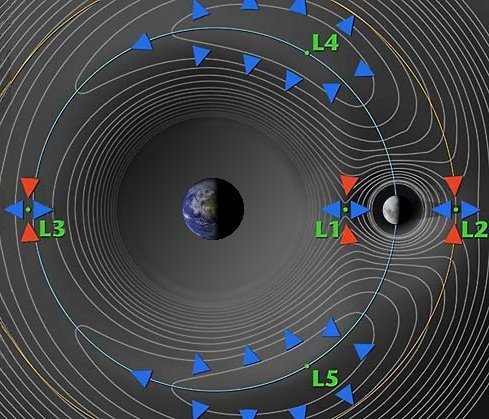
Diagram met Kordylewskiwolken op de positie van de lagrangepunten L4 en L5 van het aarde-maansysteem

De kordylewskiwolken zijn twee relatief hoge concentraties stof die voorkomen op de lagrangepunten L4 en L5 van het aarde-maansysteem. Daar kunnen massa's stil staan ten opzichte van aarde en maan doordat hun aantrekkingskrachten elkaar precies in evenwicht houden. Vanaf 1951 had de Poolse astronoom Kazimierz Kordylewski ernaar gezocht, en in maart-april 1961 kon hij ze fotograferen vanaf de berg Kasprowy Wierch. Het gaat om zeer zwak weerkaatst zonlicht, vergelijkbaar met het zodiakaal licht, maar iets roder, dus door een ander soort deeltjes.
In 1992 kon de Japanse ruimtesonde Hiten geen stofconcentratie bij L5 vinden, in oktober 2018 Hongaarse astronomen en fysici wel. Mogelijk gaat het om een tijdelijk verschijnsel door de instabiliteit van de omgeving van de punten L4 en L5, door invloed van de binnenste planeten van het zonnestelsel.